# О’Хортен
«О’Хортен» (норв. O'Horten) — художественный фильм норвежского режиссёра Бента Хамера, снятый по собственному сценарию в 2007 году.

## Сюжет
67-летний машинист поезда по имени Одд Хортен в последний раз ведёт состав по линии Осло — Берген. Его выход на пенсию торжественно отмечается коллегами, но продолжение вечеринки на квартире одного из приглашённых обходится без виновника торжества. Замешкавшийся Хортон попадает в соседнюю квартиру и вынужден провести ночь под кроватью детской комнаты.
Предоставленный самому себе, Хортен навестил мать в доме престарелых, пытался продать моторную лодку своему старому знакомому, узнал о смерти хозяина своей любимой табачной лавки, стал свидетелем загадочного ареста повара в небольшом ресторане «Валькирия», познакомился со странным человеком, выдающим себя за дипломата и совершил безумный прыжок с многометрового трамплина на взятых из дома Сиссинера лыжах.

## В ролях
| Актёр             | Роль             |
| ----------------- | ---------------- |
| Баард Ове         | Одд Хортон       |
| Эспен Скьонберг   | Тригве Сиссинер  |
| Гита Нёрбю        | фру Тогерсен     |
| Хенни Моан        | Свеа             |
| Бьёрн Флоберг     | Фло              |
| Кай Ремлов        | Стейнер Сиссинер |
| Пер Янсен         | машинист         |
| Бьярте Хьелмеланд | кондуктор        |
| Бьёрн Йенсег      | официант         |
| Мортен Руда       | Рёхмер           |
| Ларс Эйно         | Коннери          |
| Борд Бринкманн    | Толлер           |

## Награды и номинации

##### Награды
- Премия «Аманда» за лучший звук (Петтер Фладеби)
- Премия «Аманда» за лучшую мужскую роль второго плана (Эспен Скьонберг)
- Награда Гентского международного кинофестиваля за лучшую режиссуру (Бент Хамер)
- Приз Международного фестиваля современного кино «Завтра» в номинации «История» (Бент Хамер)
- Приз жюри блогеров Международного фестиваля современного кино «Завтра» (Бент Хамер).

##### Номинации
- Премия «Аманда» за лучший норвежский фильм (Бент Хамер)
- Премия «Аманда» за лучшую режиссуру (Бент Хамер)
- Премия «Аманда» за лучшую операторскую работу (Джон Кристиан Розенлунд)
- Премия «Аманда» за лучший монтаж (Пал Генгенбах)
- Премия «Аманда» за лучшую работу художника-постановщика (Карл Юлиюссон)
- Премия Европейской киноакадемии за лучшую работу звукооператора (Петтер Фладеби)
- Премия Хлотрудис за лучшую мужскую роль (Баард Ове)
- Премия Хлотрудис за лучшую операторскую работу (Джон Кристиан Розенлунд)
- Гран-при Гентского международного кинофестиваля за лучший фильм